# Andrej Komac
Andrej Komac (Šempeter pri Gorici, 1979. december 4. –) szlovén válogatott labdarúgó.

## Pályafutása

### A válogatottban
2004 és 2010 között 43 alkalommal szerepelt a szlovén válogatottban. Részt vett a 2010-es világbajnokságon.

## Sikerei, díjai
Gorica
- Szlovén bajnok (2): 2004–05, 2005–06
- Szlovén kupadöntős (1): 2004–05